# Comisión de Jóvenes Empresarios
La Jóvenes Empresarios, es una Comisión de la Cámara de Comercio de la Ciudad de México que agrupa a los jóvenes emprendedores, empresarios o bien, hijos de empresarios y que encontrarán en nuestro grupo las redes y el apoyo para fortalecerse como líderes empresariales. 
En ella podrán conocer a otros jóvenes con los que comparten inquietudes, con los que podrán hacer otros negocios o sinergia para proyectar sus proyectos a mayores mercados, o encontrar clientes y proveedores de calidad.
Esto, además de las ventajas de pertenecer a dicha Institución, la cual cuenta con más de 138 años de representar al comercio, servicio y turismo de la Ciudad de México.
El trabajo de la Comisión de Jóvenes Empresarios se centra en generarle al país líderes empresariales que no solamente se enfoquen en las ganancias económicas, sino empresarios que se preocupen por generar un bienestar a la sociedad, ofreciendo productos y servicios de calidad, logrando estabilidad laboral para sus empleados y una conciencia humana para desarrollar un ambiente cálido con sus colaboradores, de lo cual se verá todo esto reflejado en una economía creciente y productiva. 

## Misión
Ser un espacio de crecimiento, apoyo e intercambio comercial para los jóvenes empresarios de México, así como, un generador de participación y promoción de las acciones de la CANACO como institución de representación empresarial.

## Objetivos
- Intercambio de ideas, métodos y estrategias empresariales;

- Obtención de capacitación y asesoría especializada;

- Realización de actividades y eventos con enfoque empresarial y de promoción comercial;

- Creación de relaciones comerciales y redes de intercambio;

- Representación del grupo ante otros organismos públicos y privados; y

- Interrelación con las estructuras internas de CANACO.

## Mesa Directiva Jóvenes Empresarios CANACO
Actualmente los integrantes de la Mesa Directiva de Jóvenes Empresarios CANACO está integrada por jóvenes que mantienen un puesto de liderazgo en sus empresas y que combinan sus actividades diarias con el trabajo en Cámara de Comercio, esta Directiva está integrada por: 
Director - Fernando Diosdado. 
Funciones: El Director de Jóvenes Empresarios coordina las actividades de las diferentes áreas para poder lograr y garantizar que se cumplan los objetivos de la Comisión. 
Directora Adjunta - Lizett López Soberanes. 
Funciones: Apoya las funciones del Director y es encargada de representar a los Jóvenes Empresarios en eventos de emprendimiento.  
Relaciones Institucionales- Manuel García Roldán. 
Funciones: Representa a los Jóvenes Empresarios ante Instituciones Educativas, Gubernamentales o Internacionales; busca y promueve el emprendimiento entre los jóvenes mexicanos de diversos sectores.
Atracción y Seguimiento - Iván Varela Villa. 
Funciones: Promueve la afiliación a nuestro grupo de jóvenes empresarios y emprendedores para que se vean beneficiados por la comunidad de negocios generada.